# Ronnie Wilson
Pour les articles homonymes, voir Wilson.
Ronnie Wilson (né le 18 avril 1922 à Toronto, dans la province de l'Ontario au Canada) est un joueur professionnel canadien de hockey sur glace.

## Statistiques
| Saison    | Équipe                                     | Ligue |    | Saison régulière | Saison régulière | Saison régulière | Saison régulière | Saison régulière |   | Séries éliminatoires | Séries éliminatoires | Séries éliminatoires | Séries éliminatoires | Séries éliminatoires |
| Saison    | Équipe                                     | Ligue | PJ | B                | A                | Pts              | Pun              | PJ               | B | A                    | Pts                  | Pun                  |                      |                      |
| 1945-1946 | Hornets de Pittsburgh                      | LAH   | 35 | 11               | 12               | 23               | 8                | -                | - | -                    | -                    | -                    |                      |                      |
| 1946-1947 | Bruins de Providence Flyers de Saint-Louis | LAH   | 54 | 13               | 18               | 31               | 21               | -                | - | -                    | -                    | -                    |                      |                      |
| 1947-1948 | Flyers de Saint-Louis                      | LAH   | 58 | 4                | 13               | 17               | 6                | -                | - | -                    | -                    | -                    |                      |                      |